# هوشانغ كارغارنيجاد
هوشانغ كارغارنيجاد (بالفارسية: هوشنگ کارگر نژاد، من مواليد 23 أبريل 1945) هو رافع وزن ثقيل إيراني مُتقاعد تنافس في دورة الألعاب الأولمبية الصيفية لعام 1976. حصل على ميداليات ذهبية في دورة الألعاب الآسيوية 1974 و 1971 و 1977 بطولة آسيا.

## روابط خارجية
- هوشانغ كارغارنيجاد على موقع أوليمبيديا (الإنجليزية)